# Бегичево (муниципальное образование Крапивенское)
Бегичево — деревня в Щёкинском районе Тульской области. Входит в состав Крапивенского муниципального образования.

## География
Деревня расположена в центральной части области на расстоянии примерно в 10 километрах по прямой к юго-западу от районного центра Щёкина.
Часовой пояс
Деревня Бегичево как и вся Тульская область, находится в часовой зоне МСК (московское время). Смещение применяемого времени относительно UTC составляет +3:00.

## Население
| 2010 |
| ---- |
| 45   |

Национальный состав
Согласно результатам переписи 2002 года, в национальной структуре населения русские составляли 100 % из 3 чел..